# Gregory P. Baxter
Gregory Paul Baxter (3 tháng 3 năm 1876 - 10 tháng 2 năm 1953) là một nhà hóa học nổi tiếng của Hoa Kỳ, nổi tiếng với công trình nghiên cứu về trọng lượng nguyên tử. Sinh ra ở Somerville, Massachusetts, Baxter trở thành giảng viên hóa học tại đại học Harvard vào năm 1897. Ông từng là chủ tịch Khoa Hóa học, đại học Harvard từ năm 1911 đến năm 1932. Năm 1925, ông đảm nhận chức vụ Giáo sư thay cho Theodore William Richards cho đến khi nghỉ hưu vào năm 1944.
Là một chuyên gia nghiên cứu về trọng lượng nguyên tử và các hằng số hóa học khác, Baxter từng là chủ tịch Ủy ban Quốc tế về Trọng lượng Nguyên tử từ năm 1930 đến năm 1949. Trong chiến tranh, ông đã liên kết với Văn phòng Nghiên cứu và Phát triển Khoa học. Baxter từng là thành viên của Viện Hàn lâm Khoa học và Nghệ thuật Hoa Kỳ, Viện Hàn lâm Khoa học Quốc gia.
Baxter đã kết hôn với Amy Baxter; hai vợ chồng đã có với nhau một cô con gái.